# Agonum americanum
Agonum americanum är en skalbaggsart som beskrevs av Leconte 1848. Agonum americanum ingår i släktet Agonum och familjen jordlöpare. Inga underarter finns listade i Catalogue of Life.